# Robert de Brus (1e heer van Annandale)
Robert I de Brus (overleden 1142) was de 1e heer van Annandale en grondlegger van het huis Bruce. Volgens historici was De Brus afkomstig uit Normandië en met Willem de Veroveraar mee naar Engeland gekomen, al worden deze bevindingen ook tegengesproken.
Robert huwde twee keer, eerst met Agnes, dochter van Geoffrey Bainard, sheriff van York, en daarna met Agnes, dochter van Fulco de Pagnall, heer van Carleton.
Robert had twee zonen;
- Robert, zijn opvolger
- Adam, wiens erfgenamen landerijen behielden in Engeland, onder het heerschap Skelton.